# Neuillé-le-Lierre
 Neuillé-le-Lierre  es una población y comuna francesa, en la región de  Centro, departamento de Indre y Loira, en el distrito de Tours y cantón de Vouvray.

## Demografía
| 494 | 526 | 631 | 581 | 565 | 600 | 603 | 575 | 580 | 564 | 583 | 536 | 519 | 539 | 545 | 594 | 575 | 539 | 530 | 539 | 503 | 507 | 494 | 452 | 469 | 460 | 440 | 417 | 372 | 404 | 514 | 582 |
| Para los censos de 1962 a 1999 la población legal corresponde a la población sin duplicidades (Fuente: INSEE [Consultar]) |     |     |     |     |     |     |     |     |     |     |     |     |     |     |     |     |     |     |     |     |     |     |     |     |     |     |     |     |     |     |     |